# Ломакин, Гавриил Якимович
Гавриил Якимович (Иоакимович) Ломакин (25 марта [6 апреля] 1812, слобода Борисовка, Курская губерния — 9 [21] мая 1885, Гатчина) — русский хоровой дирижёр и музыкальный деятель.

## Биография
Родился 25 марта (6 апреля) 1812 года в семье крепостного крестьянина, был отпущен на волю графом Д. Н. Шереметевым. С 1822 пел в хоровой капелле графа Д. Н. Шереметева, где обучался также пению и хоровому искусству у А. Сапиенцы-сына. С 1830 стал преподавателем пения, а в 1850—1872 — руководителем этой же капеллы. С 1874, после роспуска капеллы, руководил мужским хором графа С. Д. Шереметева. С его хором выступали В. М. Самойлов, П. А. Бартенева, Е. А. Лавровская, Джованни Баттиста Рубини.
С 1830 одновременно преподавал пение во многих учебных заведениях Санкт-Петербурга: Императорской Придворной певческой капелле (1848—1859), Екатерининском институте, Императорском училище правоведения, Александровском лицее, Пажеском корпусе и др.
18 марта 1862 совместно с М. А. Балакиревым основал Бесплатную музыкальную школу, состоявшую под императорским покровительством, и руководил ею до 28 января 1868.
Гавриил Ломакин был руководителем церковного хора Императорского училища правоведения, когда там учился Пётр Ильич Чайковский. Известно, что он пел в этом хоре и некоторое время был его регентом. О степени близости Ломакина и будущего композитора в это время, а также о возможности влияния Ломакина на церковную музыку Чайковского существуют различные точки зрения.
Известные ученики Г. Я. Ломакина — А. Бюдель-Адами, М. В. Вердеревская, Ю. Н. Голицын, Л. И. Кармалина, А. Н. и К. Н. Лядовы, А. А. Ляров, Н. С. Мартынов, И. А. Мельников, А. Я. Петрова-Воробьёва, А. А. Попова.
Умер 9 (21) мая 1885 года. Его сын — Владимир — стал художником, был директором Никитского ботанического сада.

## Творчество
Автор романсов (более 60) на слова Э. И. Губера, А. А. Дельвига, А. В. Кольцова, М. Ю. Лермонтова, А. С. Пушкина, М. Д. Суханова; вокальных ансамблей, церковных песнопений («Всенощное бдение» и «Литургия» — изданы в 1884 году в типографии С. Ф. Яздовского), хоровых произведений, обработок и переложений народных песен.
М. И. Глинка посвятил ему романсы «Пью за здравие Мери» и «Не требуй песен от певца».
Методические работы:
- Краткая метода для общего учения пению с примерами со словами. — СПб., 1861.
- Краткая метода пения. — СПб., 1878.
- Руководство к обучению пению в народных школах. — СПб., 1866.
- Краткая история. — СПб.
- Руководство к обучению хоровому пению. — СПб.

По совету В. В. Стасова написал «Автобиографические записки» (опубликованы посмертно: Русская старина. — СПб., 1886. — Т. 49, кн. 3; Т. 50, кн. 5—6; Т. 51, кн. 8; современное изд.: Автобиографические записки: Г. Я. Ломакин и его воспоминания / под ред. Е. М. Гордеевой и С. Г. Зверевой. — Джорданвилл, НИ : Свято-Троицкий монастырь, 2006. — 127 с.).

## Награды
- Орден Святой Анны 2-й степени
- Орден (от короля Греции — за аранжировку греческих напевов и создание в Петербурге греческого хора)

## Память
Имя Ломакина — второе из семи имён, нанесённых в 1889 на аттик концертного зала Придворной певческой капеллы (Разумовский, Ломакин, Львов, Бортнянский, Глинка, Турчанинов, Потулов).